# 청명초등학교 (경기)
청명초등학교는 대한민국 경기도 수원시 영통구 영통동에 있는 공립 초등학교이다.

## 학교 연혁
- 1997년 1월 4일 청명초등학교 설립인가
- 1997년 10월 29일 초대 이종우 교장 부임
- 1997년 12월 1일 6학급 인가 개교
- 1997년 12월 29일 병설유치원 1학급 설립 인가
- 2002년 11월 5일 7개 교실 증축, 완공
- 2003년 4월 18일 도서실 개관
- 2004년 9월 12일 학교 숲길 조성
- 2011년 3월 1일 특수학급 1학급 편성
- 2012년 9월 1일 제6대 권재오 교장 부임
- 2013년 8월 29일 본교 전 교실바닥 교체공사
- 2013년 9월 6일 화장실 리모델링
- 2014년 9월 22일 놀이터 완공
- 2015년 3월 1일 26학급 편성(특수학급, 병설유치원 각각 1학급)
- 2016년 2월 12일 제19회 졸업 (111명)
- 2016년 3월 1일 25학급 편성(특수학급, 병설유치원 각각 1학급)
- 2016년 3월 1일 제7대 김선임 교장 부임
- 2017년 2월 15일 제20회 졸업(122명)
- 2017년 3월 1일 23학급 편성(특수학급, 병설유치원 각각 1학급)
- 2017년 4월 17일 청명 여자탁구부 창단